# Sluis
Sluis là một đô thị ở Zeelandic Flanders, ở phần phía tây nam của Hà Lan.
Đô thị này được lập ngày 01 tháng 1 năm 2003, bởi sự hợp nhất của các đô thị cũ của Oostburg và Sluis-Aardenburg.

## Các trung tâm dân cư
Ngoài các thị trấn của Sluis chính nó, đô thị này được tạo thành từ các trung tâm dân cư sau đây: